# Чиркалин, Иван Фёдорович
Иван Фёдорович Чиркалин (10 июля 1947, с. Михайловка, Мамлютский район, Северо-Казахстанская область, Казахская ССР, СССР — 23 ноября 2021, Петропавловск) — казахстанский государственный и общественный деятель. Почётный гражданин Северо-Казахстанской области (2007).

## Биография
Родился 10 июля 1947 года в селе Михайловка Мамлютского района Северо-Казахстанской области.
В 1965 году окончил Петропавловский техникум механизации и электрификации сельского хозяйства.
В 1979 году окончил Уральский политехнический институт им. С. М. Кирова по специальности «Инженер-экономист».
кандидат экономических наук, тема диссертации: «Формирование и развитие регионального инвестиционного рынка (на материалах Северо-Казахстанской области)» (2004).
Автор более 25 статей и публикаций.

## Трудовая деятельность
Трудовую деятельность начал в 1965 года в совхозе Дубровинский Мамлютского района Северо-Казахстанской области.
С 1966 по 1969 годы — Монтажник-шофёр СМУ «Казсельхохтехника» (г. Петропавловск).
С 1969 по 1989 годы — Контролёр, контрольный мастер, старший контрольный мастер, начальник бюро технического контроля, начальник смены, инженер экономист, начальник планово-экономического отдела Петропавловского завода тяжёлого машиностроения.
С 1989 по 1991 годы — Первый заместитель начальника Главного планово-экономического управления исполкома Северо-Казахстанской области.
С 1991 по 1993 годы — Председатель комитета по экономике исполкома Северо-Казахстанской области.
С 1993 по 1996 годы — Заместитель Главы администрации Северо-Казахстанской области, Председатель комитета по экономике.
С 1996 по 1999 годы — Заместитель Акима Северо-Казахстанской области.
С 2012 года — советник акима Северо-Казахстанской области.
Умер 23 ноября 2021 года. Похоронен на Новом православном кладбище Петропавловска.

## Выборные должности, депутатство
С 1999 по 2004 годы — Депутат Мажилиса Парламента Республики Казахстан ІІ созыва, председатель Комитета по экономической реформе и региональному развитию Мажилиса Парламента РК.
С 2004 по 2007 годы — Депутат Мажилиса Парламента Республики Казахстан ІІІ созыва, секретарь Комитета по аграрным вопросам Мажилиса Парламента РК, член депутатской группы Парламента Республики Казахстан «Енбек», член депутатской группы Парламента Республики Казахстан «Ауыл».
С 2007 по 2011 годы — Депутат Мажилиса Парламента Республики Казахстан IV созыва, Секретарь комитета по аграрным вопросам.

## Награды и звания
- 2001 — Орден Парасат[3]
- 2008 — Орден «Барыс» 3 степени[4]
- 2008 — Орден «Атамекен» 1 степени
- 2007 — Почётный гражданин Северо-Казахстанской области
- 2007 — Благодарностью Президента Республики Казахстан с вручением нагрудного знака «Алтын Барыс»
- 2010 — Почётная грамота Межпарламентская ассамблея СНГ
- Государственные юбилейные медали
- 2001 — Медаль «10 лет независимости Республики Казахстан»
- 2004 — Медаль «50 лет Целине»
- 2005 — Медаль «10 лет Конституции Республики Казахстан»
- 2005 — Медаль «10 лет Парламенту Республики Казахстан»
- 2008 — Медаль «10 лет Астане»
- 2011 — Медаль «20 лет независимости Республики Казахстан»
- 2013 — Медаль «20 лет Национальному тенге Республики Казахстан»
- 2015 — Медаль «20 лет образования маслихатов Республики Казахстан»